# Humanae salutis
La Humanae salutis è una lettera apostolica di papa Leone XIII pubblicata il 1º settembre 1886 in forma di bolla, con la quale il pontefice istituì la gerarchia episcopale nelle Indie orientali, ossia negli odierni stati dell'India, del Pakistan, del Bangladesh, del Nepal e dello Sri Lanka.

## Contesto storico

### La questione delpadroado
La Humanae salutis è il punto finale di un lungo processo storico che vide lo scontro tra la Santa Sede e il Governo portoghese attorno ai diritti del padroado regio nelle Indie orientali, scontro le cui origini risalgono agli inizi del Seicento, ma che si acuì nel corso dell'Ottocento.
Con la scoperta delle nuove terre alla fine del XV secolo, la Santa Sede aveva affidato il compito di evangelizzare i territori conquistati alle Corone di Spagna e di Portogallo, dividendo di fatto il mondo in due parti. In base ad alcune concessioni fatte dai pontefici, a questi due Paesi spettava l'onere di provvedere a tutte le spese del culto, al sostentamento ed ai viaggi dei missionari, e la cura, l'erezione, il mantenimento, i restauri di tutti gli edifici di culto. In cambio i papi avevano concesso ai due sovrani il diritto di nomina a tutti i benefici ecclesiastici, il diritto di ammissione o esclusione dei missionari nelle rispettive terre di competenza, e il controllo su tutti gli affari ecclesiastici, con esclusione di qualsiasi altra autorità.
Quando, nel corso del XVII secolo, il Portogallo perse la maggior parte dei suoi possedimenti in Asia a favore di inglesi e olandesi, continuò tuttavia a rivendicare i diritti del padroado su quelle terre su cui ormai non aveva più il controllo politico, e anche sui territori che mai avevano realmente fatto parte del suo impero coloniale. Da parte sua la Santa Sede, per ovviare agli inconvenienti che tale sistema provocava alle missioni cattoliche, cercò di aggirare l'ostacolo del padroado istituendo in tutta l'Asia, e in particolare in India, in Cina e nel Sud-Est asiatico, vicariati apostolici retti da vescovi dipendenti direttamente dai pontefici, in particolare dalla Congregazione di Propaganda Fide.
Durante il XIX secolo lo scontro tra Santa Sede e Portogallo si acuì in seguito alla decadenza delle diocesi portoghesi dell'India, di Malacca e della Cina; all'impossibilità di giungere a un accordo sulle nomine dei vescovi, cosa che lasciò vacanti per anni quelle sedi; e agli ostacoli che il Governo portoghese metteva in atto per impedire ai vicari apostolici non solo di esercitare i loro compiti, ma anche di raggiungere le rispettive sedi. Con il breve Multa praeclare del 24 aprile 1838, papa Gregorio XVI soppresse tutte le diocesi che dipendevano dal padroado, annettendone i territori ai vicariati apostolici limitrofi. Ne seguì uno scisma, chiamato scisma goano.
Un primo tentativo di riavvicinamento tra le parti portò a un concordato sottoscritto il 21 febbraio 1857, il quale tuttavia fu ben presto sconfessato da entrambe le parti.

### Il concordato del 1886
Il 23 giugno 1886 Santa Sede e Governo portoghese siglarono un nuovo concordato che regolò definitivamente la questione del padroado in India mettendo fine a cinquant'anni di dispute e controversie.
Il concordato è costituito da 12 articoli.
1. È mantenuto e riconosciuto il diritto di patronato della Corona portoghese nelle Indie orientali, secondo i limiti e le modifiche stabilite dal concordato.
2. L'arcivescovo di Goa continuerà ad esercitare i diritti metropolitici sulle sue diocesi suffraganee ed inoltre sarà elevato alla dignità di patriarca ad honorem delle Indie orientali con il privilegio di presiedere a tutti i concili nazionali che vi si celebreranno.
3. Le diocesi suffraganee di Goa sono 3: Damão, a cui è unito il titolo della soppressa arcidiocesi di Cranganore, Cochin e São Tomé di Meliapore. Un documento annesso al concordato definisce i limiti geografici delle quattro diocesi.
4. Il diritto di patronato della Corona portoghese sarà esercitato solo nei limiti delle 4 sedi della provincia ecclesiastica di Goa.
5. Faranno parte di questa provincia ecclesiastica anche le comunità e le parrocchie di origine portoghese presenti al di fuori dei limiti geografici delle 4 sedi di Goa, Damão, Cochin e São Tomé di Meliapore.
6. Spetterà al Governo portoghese il mantenimento di tutte le strutture e le persone di queste 4 diocesi.
7. Per le nomine dei vescovi di Bombay, Mangalore, Quilon e Madura, spetterà alla Corona portoghese presentare il nome del candidato all'episcopato su una terna di nomi proposta dalla base.
8. Tuttavia, spetterà al papa nominare la prima volta i vescovi delle 4 sedi menzionate nell'articolo precedente.
9. Le comunità e le parrocchie portoghesi di Malacca e Singapore saranno sottomesse ai vescovi di Macao.
10. Su tutto il resto del territorio delle Indie orientali, «la Santa Sede godrà piena libertà di nominare i Vescovi e di prendere le determinazioni che crederà opportune a vantaggio dei fedeli».
11. Rimangono validi e in vigore gli articoli 3-6 del concordato del 1857 riguardanti la diocesi di Macao.
12. Il concordato dovrà essere ratificato dalle parti contraenti entro tre mesi dalla data delle sottoscrizioni.

Il concordato riconosce la validità del padroado portoghese, circoscritto tuttavia ai soli territori di competenza delle quattro sedi portoghesi dell'India, ossia Goa, Damão, Cochin e São Tomé di Meliapore. Le stesse limitazioni territoriali vengono confermate per la diocesi di Macao in Cina, sottomessa anch'essa al padroado, mentre di fatto viene soppressa l'antica diocesi di Malacca, di cui erano rimaste due sole parrocchie. L'articolo 10 del concordato invece lasciò mano libera alla Santa Sede per disporre in piena autonomia di tutto il resto del territorio del subcontinente indiano.

## Contenuto dellaHumanae salutis
In forza dell'articolo 10 del concordato, la Santa Sede procedette alla riorganizzazione di tutte le giurisdizioni ecclesiastiche presenti nel subcontinente indiano, con la pubblicazione, poco più di due mesi dopo il concordato, della lettera apostolica Humanae salutis.
Il documento consta di tre parti: una parte storica, una parte descrittiva e la parte dispositiva finale.

### Sezione storica
Il pontefice ricorda innanzitutto l'origini apostolica della Chiesa indiana, fondata secondo la tradizione e «gli antichi documenti» dall'apostolo Tommaso. La fede cristiana mise piede in tutta l'India e benché scismatica, la Chiesa indiana continuò a venerare e a ricordare nella liturgia il suo fondatore.
A partire dal XIV secolo, su iniziativa dei sommi pontefici, furono inviati missionari in quelle terre, soprattutto Francescani e Domenicani, che «s'impegnarono soprattutto a correggere le opinioni degli eretici e a rimuovere le superstizioni locali». Quando si aprì per mare la via verso l'India e l'est asiatico, arrivarono i Gesuiti, tra cui si distinse «il grande apostolo delle Indie Francesco Saverio», che favorirono l'opera di conversione al cattolicesimo di quelle popolazioni.
Leone XIII ricorda che, in quest'opera di evangelizzazione, ebbero un ruolo decisivo i re del Portogallo, «i quali meritatamente furono onorati e lodati dalla Sede Apostolica». La diffusione del cattolicesimo portò poi alla nascita di nuove diocesi, tra cui, come prima sede, quella di Goa, e poi quelle di Cochin e di Cranganore, e, sulla costa del Coromandel, la diocesi di Meliapore, «che Paolo V battezzò come Città di San Tommaso».
Il pontefice ricorda poi la nascita dei vicariati apostolici per quelle terre non sottomesse al governo portoghese, ma che accolsero la fede cristiana, ad opera di nuovi istituti missionari, tra i quali Leone XIII ricorda i Carmelitani, i Capulatori, i Barnabiti e gli Oratoriani. E ricorda ancora come, grazie al sollecito impegno dei pontefici romani, venne risolta la controversia dei riti malabarici in contrasto con la fede cristiana.
Infine Leone XIII ricorda le difficoltà sorte in India nella prima metà dell'Ottocento, l'operato di papa Gregorio XVI e quello del suo predecessore Pio IX.

### Sezione descrittiva
In questa seconda sezione il papa enumera tutte le circoscrizioni ecclesiastiche cattoliche presenti nel subcontinente indiano.
- Il territorio settentrionale è costituito da tre vicariati apostolici: il vicariato apostolico di Agra; il vicariato apostolico di Patna, con giurisdizione sul Nepal, il Sikkim, l'antico regno di Ayadhya, il Bundelkand e altri principati confinanti; e il vicariato apostolico del Punjab, a cui è stato aggiunto il Kashmir.
- La parte nord-occidentale è costituita in due vicariati apostolici: quello di Bombay, che comprende le province e i regni di Broak, Ahmedabad, Baroda, Guzerate, Marwar, Catch, Sindh, Beluchistan, fino a Kabul e al Punjab esclusi; e il vicariato apostolico di Poona, che riunisce i regni e le province di Konkàn, Kandeish e Dekkan.
- Lungo le coste occidentali di Kanarak e Malabar, ci sono tre vicariati apostolici: Mangalore, Verapoly e Quilon.
- Nella parte orientale dell'India ci sono 10 missioni cattoliche. A nord, i vicariati apostolici del Bengala occidentale, con sede a Calcutta, e del Bengala orientale, con sede a Dacca, a cui si deve aggiungere la prefettura apostolica del Bengala centrale. Seguono due vicariati apostolici vastissimi, quello di Vizagapatam e quello di Hyderabad, che comprendono tutta la parte centrale dell'India. Lungo la costa del Coromandel ci sono i vicariati apostolici di Madras, Pondicherry, Mysore e Coimbatore. La parte meridionale della penisola indiana è occupata dal vicariato apostolico di Madura.
- Infine l'isola di Ceylon è suddivisa in tre vicariati apostolici: Colombo, Jaffna e Kandy.

In totale, la Humanae salutis menziona 20 vicariati apostolici e 1 prefettura apostolica. In questo elenco, il papa menziona solo le circoscrizioni ecclesiastiche dipendenti dalla Santa Sede, mentre non sono prese in considerazione le sedi dipendenti dal padroado portoghese.

### Sezione dispositiva
Infine, papa Leone XIII prende le seguenti decisioni:
- è istituita «in tutte le missioni delle Indie orientali la gerarchia episcopale, secondo quanto fissato dalle leggi canoniche»;
- viene confermata la provincia ecclesiastica dell'arcidiocesi di Goa, con le diocesi suffraganee di Cochin, Meliapore e Damão (a cui è unito il titolo di Cranganore);
- tutti i vicariati apostolici e la prefettura apostolica menzionati nella Humanae salutis vengono elevati al rango di Chiese episcopali;
- tra queste nuove diocesi, 7 vengono elevate al rango di arcidiocesi, ossia le sedi di Agra, Bombay, Verapoly, Calcutta, Madras, Pondicherry e Colombo;
- tutte le nuove diocesi e arcidiocesi dipenderanno dalla Congregazione di Propaganda Fide, mentre le sedi portoghesi della provincia ecclesiastica di Goa saranno sottomesse alla Congregazione per gli affari ecclesiastici straordinari.

## Documenti successivi
La Humanae salutis affermò il principio, ossia l'istituzione della gerarchia ecclesiastica cattolica, ma non affrontò tutte le questioni, tra cui la nomina dei vescovi, l'istituzione delle province ecclesiastiche, il nome della sede di alcune diocesi.

### Nomine dei vescovi
Con il breve Apostolatus officium del 25 novembre 1886, papa Leone XIII nominò i vescovi delle nuove diocesi e arcidiocesi istituite nel subcontinente indiano, trasferendoli dalle Chiese titolari che i vescovi occupavano in quanto vicari apostolici:
- Leonardo Mellano, carmelitano scalzo, dalla Chiesa arcivescovile titolare di Nicomedia all'arcidiocesi di Verapoly
- Michelangelo Jacobi, cappuccino, dalla Chiesa vescovile titolare di Pentacomia all'arcidiocesi di Agra
- Paul Goethals, gesuita, dalla Chiesa vescovile titolare di Gerapoli all'arcidiocesi di Calcutta
- Joseph Colgan, dalla Chiesa vescovile titolare di Aureliopoli all'arcidiocesi di Madras
- François-Jean-Marie Laouënan, missionario MEP, dalla Chiesa vescovile titolare di Flaviopoli all'arcidiocesi di Pondicherry
- Christophe-Ernest Bonjean, oblato di Maria Immacolata, dalla Chiesa vescovile titolare di Medea all'arcidiocesi di Colombo
- Nicola Pagani, gesuita, dalla Chiesa vescovile titolare di Tricomia alla diocesi di Mangalore
- Francesco Vincenzo Pesci, cappuccino, dalla Chiesa vescovile titolare di Marciana alla diocesi di Patna
- Jean-Marie Tissot, missionario Fransaliano, dalla Chiesa vescovile titolare di Milevi alla diocesi di Vizagapatam
- Pietro Caprotti, missionario del PIME, dalla Chiesa vescovile titolare di Abido alla diocesi di Hyderabad
- Joseph-Louis Bardou, missionario MEP, dalla Chiesa vescovile titolare di Telmisso alla diocesi di Coimbatore
- Jean Coadou, missionario MEP, dalla Chiesa vescovile titolare di Crisopoli alla diocesi di Mysore
- Alexis Canoz, gesuita, dalla Chiesa vescovile titolare di Tamaso alla diocesi di Tiruchirapalli
- André-Théophile Mélizan, oblato di Maria Immacolata, dalla Chiesa vescovile titolare di Adrana alla diocesi di Jaffna
- Clemente Pagnani, della Congregazione Silvestrina, dalla Chiesa vescovile titolare di Efesto alla diocesi di Kandy
- Francesco Pozzi, missionario del PIME, nominato vescovo del Bengala centrale

Per i vescovi di Bombay, Punjab, Quilon, Bengala Orientale e Poona il papa si riservò di nominare i vescovi successivamente, come pure per i vescovi portoghesi della provincia ecclesiastica di Goa.

### Istituzione delle province ecclesiastiche
Con il breve Post initam del 7 giugno 1887, papa Leone XIII istituì le province ecclesiastiche indiane, assegnando a ciascuna delle arcidiocesi, il cui numero era già stato stabilito dalla Humanae salutis dell'anno precedente, le diocesi suffraganee:
- all'arcidiocesi di Colombo, sull'isola di Ceylon, sono assegnate due suffraganee, le diocesi di Jaffna e di Kandy;
- all'arcidiocesi di Verapoly è assegnata una sola suffraganea, la diocesi di Quilon;
- all'arcidiocesi di Madras sono assegnate due suffraganee, le diocesi di Hyderabad e di Vizagapatam;
- all'arcidiocesi di Pondicherry sono assegnate quattro suffraganee, le diocesi di Mangalore, Tiruchirapalli (l'ex vicariato apostolico di Madura), Coimbatore e Mysore (con sede in Bangalore);
- all'arcidiocesi di Bombay è assegnata una sola suffraganea, la diocesi di Poona;
- all'arcidiocesi di Agra sono assegnate due suffraganee, le diocesi di Allahabad (l'ex vicariato apostolico di Patna) e Lahore (l'ex vicariato apostolico del Punjab);
- infine, all'arcidiocesi di Calcutta sono assegnate due suffraganee, le diocesi di Krishnagar (l'ex prefettura apostolica del Bengala centrale) e Dacca (l'ex vicariato apostolico del Bengala orientale).